# Le Mesnil-Lieubray
Le Mesnil-Lieubray település Franciaországban, Seine-Maritime megyében. Lakosainak száma 94 fő (2022. január 1.). Le Mesnil-Lieubray Argueil, La Feuillie, Fry, La Hallotière, Nolléval és Sigy-en-Bray községekkel határos.

## Népesség
A település népességének változása:
| Lakosok száma | 104  | 102  | 99   | 97   | 97   | 96   | 96   | 94   |
|               | 2013 | 2015 | 2017 | 2018 | 2019 | 2020 | 2021 | 2022 |